# Bildblog
Bildblog (Eigenschreibweise BILDblog) ist ein seit 2004 von mehreren Medienjournalisten betriebenes Watchblog, das zunächst die Arbeit der Axel-Springer-Publikationen Bild, deren Ableger Bild am Sonntag und deren Onlineauftritt Bild.de kritisch begleitete. Im April 2009 erweiterte das Watchblog sein Themenfeld unter dem Namen Bildblog für alle mit dem Motto Ein Watchblog für deutsche Medien in Richtung allgemeiner Medienkritik auch auf andere Publikationen, von deutschsprachigen Zeitungen über Fernsehsender und Online-Medien bis hin zu Nachrichtenagenturen und der Bundeszentrale für politische Bildung.
Bildblog weist häufig auf Fehler in der Berichterstattung, ungenügend recherchierte Artikel und Schleichwerbung hin und macht auch auf Verstöße gegen den Pressekodex aufmerksam. Die Webpräsenz konnte ihre Zugriffszahlen von Mitte 2005 an binnen eines Jahres auf rund 1,2 Millionen Besucher monatlich verdoppeln und lag im Mittel auch von 2007 bis 2011 über einer Million monatlicher Besucher.

## Geschichte
Die Bildblog-Gründer störten sich an der Tendenz, die Bild als „lustiges Quatschblatt“ zu lesen, und nahmen sich daraufhin vor, die vielfach kritisierte Art der Berichterstattung der Zeitung in einem Weblog zu dokumentieren. Nach Meinung der Betreiber ist die Bild als auflagenstärkste und meistzitierte deutsche Tageszeitung in besonderem Maße zu journalistischer Sorgfalt verpflichtet.
Die Journalisten Stefan Niggemeier und Christoph Schultheis, die das Blog damals betrieben, gründeten später die B-Blog GbR, um einerseits weitere Journalisten für Bildblog beschäftigen zu können, und andererseits auch, um das Projekt finanzieren zu können. Niggemeier gab im Januar 2010 die Chefredaktion an Lukas Heinser ab, der durch sein Blog Coffee and TV bekannt wurde. Spätestens mit der Übergabe an Heinser endete auch die Verantwortung der B-Blog GbR. Heinser wiederum übergab die Chefredaktion im Juni 2014 an Mats Schönauer, der zudem einer der Autoren von topfvollgold ist, einem Watchblog über die Regenbogenpresse. Chefredakteur seit 2016 ist Moritz Tschermak. Unentgeltliche juristische Beratung erhielt das Blog von Medienanwalt Christian Schertz.
Seit Juni 2004 werden die Ausgaben von Bild, Bild am Sonntag und Bild.de recherchiert und Fehler häufig noch am Erscheinungstag aufgedeckt. Dabei vergleichen die Bildblog-Redakteure die Berichte der Zeitung mit Originalquellen, sprechen mit Betroffenen und gehen sachdienlichen Hinweisen nach, die Bildblog-Leser einsenden.

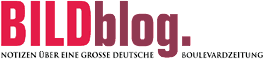
Altes Logo, welches bis April 2009 verwendet wurde

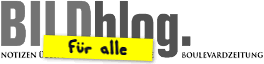
Logo Bildblog für alle zwischen April 2009 bis 2014

Seit April 2009 greift Bildblog ein im Dezember 2008 unter dem Titel Bildblog für alle durchgeführtes Experiment auf, indem die Mitarbeiter nach eigenem Anspruch auch über „die kleinen Pannen und die große Desinformation“ anderer deutschsprachiger Medien aufklären. Im Rahmen dieser Umorientierung erneuerte Bildblog am 6. April 2009 sein Logo, nahm als Motto „Ein Watchblog für deutsche Medien“ an und wechselte die Hauptfarbe seines Layouts vom auf die Bild-Gruppe verweisenden Rot zur allgemeinen Warnfarbe Gelb. Im August 2009 übernahm Bildblog die tägliche Kolumne 6 vor 9 von Ronnie Grob, der nach drei Jahren Erscheinen im Medienlese-Blog die Einstellung drohte.
Die Beiträge des Bildblogs wurden zunächst unter Pseudonymen wie Clarissa, Hobbes, Lupo und spYri veröffentlicht. Dabei wurde von Seiten der Betreiber zunächst offengelassen, wer hinter welchem Pseudonym steckt. Mit dem Verlassen des Blogs Ende März 2009 gab Christoph Schultheis bekannt, unter dem Pseudonym Clarissa geschrieben zu haben. In Bildblog für alle unterzeichnen die Beiträger ab April 2009 mit ihrem Namen.
Zum zehnjährigen Geburtstag löste Mats Schönauer den bisherigen Chefredakteur Lukas Heinser ab. Außerdem wurde das Design verändert, das für alle verschwand aus dem Namen und es dominiert wieder Rot.
2014 wurde die Winterpause des Bildblog verlängert, weil zu wenig gespendet wurde. Bis zum Anfang Februar 2015 waren wieder genug Spenden zusammengekommen, sodass das Bildblog weiterarbeiten konnte.
Ab Juli 2015 wurde die Kolumne 6 vor 9 von Natalie Mayroth geschrieben. Im Januar 2016 wurde Mayroth durch Lorenz Meyer abgelöst.
Am 23. August 2017 startete Bildblog einen Spendenaufruf, um 2000 € monatlich bis zum 30. September 2017 zu sammeln, um zwei Mitarbeitern zumindest einen Mindestlohn zahlen zu können. Dies gelang bereits am 24. August 2017. Für die Kampagne wurde die Plattform Steady genutzt.

## Wechselwirkung mitBild
Technisch bedingt haben die Berichte auf Bildblog kaum Auswirkungen auf die Print-Ausgaben der Bild und Bild am Sonntag. Jedoch wurden einige auf Bildblog enthüllte Ungereimtheiten in der Bild selbst korrigiert. Vor allem in kleinen Meldungen innerhalb der im Jahr 2006 wiedereingeführten Korrekturspalte auf Seite 2 der Zeitung wurden von Bildblog kritisierte Darstellungen im Nachhinein relativiert oder zurückgenommen. Ähnliche Korrekturen gab es auch in der Bild am Sonntag. In diesem Zusammenhang benannte Bild das Bildblog jedoch nie als Quelle.
Häufiger werden von Bildblog auf Bild.de gefundene und veröffentlichte Fehler noch am selben Tag von der Onlineredaktion korrigiert. Da sich Bildblog deswegen als „externe Schlussredaktion“ missbraucht sah, schickten die Redakteure im April 2006 eine Rechnung über 45 Korrekturen an Bild.de. Den Brief beantwortete Bild.de nicht.
Im Oktober 2006 rief Bildblog unter der Überschrift „Fotografiert Kai Diekmann!“ dazu auf, in der Manier der Bild-Leserreporter Bilder vom Chefredakteur der Zeitung zu machen. Bildblog wolle so die Belastbarkeit des Chefredakteurs für Aktionen testen, die dieser anderen Prominenten zumutet, hieß es. Die Aktion stieß auf geteiltes Medienecho, da Bildblog unter anderem vorgeworfen wurde, auf Bild-Methoden zurückzugreifen.
Nicolaus Fest, ein Mitglied der Bild-Chefredaktion, bezeichnete das Bildblog mehrfach als „studentischen Spaß“. Der damalige Chefredakteur Claus Strunz schrieb dagegen in der Bild am Sonntag vom 7. Januar 2007:

„Wie Sie vielleicht wissen, wird unsere Arbeit seit einiger Zeit sehr genau beobachtet. Unter www.bildblog.de stellen Journalisten täglich eine Analyse unserer Ausgaben zusammen. Dabei gehen sie sehr kritisch mit uns und unserem Beruf um. Wir verfolgen dies wohlwollend, weil wir uns als Kontrolleure der Mächtigen verstehen und es zu unserem Demokratieverständnis dazugehört, dass auch der Kontrolleur kontrolliert wird.“

Der Philosoph Jürgen Habermas sprach 2006 in seinem Vortrag über Die Rolle der Massenkommunikation in westlichen Demokratien ausdrücklich über das Bildblog als Beispiel einer Gegenöffentlichkeit im Netz: „Die Wurzeln einer egalitären Öffentlichkeit werden von Autoren und Lesern reaktiviert.“
Im Februar 2008 versuchte der Axel Springer Verlag zu erwirken, dass es den Redakteuren von Bildblog verboten wird, weiterhin Eingaben an den Deutschen Presserat zu richten. Der Springer-Verlag argumentierte, dass es der Bildblog-Redaktion mit ihren „kommerziell motivierten“ Eingaben lediglich darum gehe, Stoff für ihre weitere Berichterstattung zu gewinnen. Insgesamt hatte Bildblog in den vergangenen dreieinhalb Jahren zwölf Eingaben gemacht. Der Presserat lehnte den Antrag des Verlages im März 2008 ab.
Zur Deckung der Kosten aus einem Rechtsstreit mit Springer im Jahr 2010 haben im Zuge eines Spendenaufrufs 1065 Personen Beträge zwischen 90 Cent und 500 Euro überwiesen.

## Fernsehwerbung
Am 23. August 2007 wurde erstmals ein TV-Werbespot für das Bildblog und damit zum ersten Mal überhaupt für ein deutschsprachiges Blog ausgestrahlt. Der Spot mit dem auf die Bild-Kampagne „Jede Wahrheit braucht einen Mutigen, der sie ausspricht“ anspielenden Slogan „Jede Lüge braucht einen Mutigen, der sie zählt“ war auf MTV, VIVA und Comedy Central zu sehen.
Die Kosten für die Produktion des Werbefilms übernahm das Medienunternehmen Brainpool. Sowohl die Hauptdarsteller Anke Engelke und Christoph Maria Herbst als auch der Regisseur Tobi Baumann verzichteten auf eine Gage.

## Auszeichnungen
- 2004: „Best of the Blogs“-Award der Deutschen Welle
- 2005: Grimme Online Award in der Kategorie Information
- 2005: Leuchtturm-Preis des Netzwerks Recherche
- 2007: Dritter Preis des LeadAwards in der Kategorie Online als „Weblog des Jahres“
- 2008: Markgräfler Gutedelpreis

## Veröffentlichungen
- Mats Schönauer, Moritz Tschermak: Ohne Rücksicht auf Verluste. Wie BILD mit Angst und Hass die Gesellschaft spaltet. Kiepenheuer & Witsch, Köln 2021, ISBN 978-3-462-05354-8.[31][32][33]